# Československá hokejová reprezentace v sezóně 1976/1977
Československá hokejová reprezentace v sezóně 1976/1977 sehrála celkem 38 zápasů.

## Přehled mezistátních zápasů
| Pořadí | Datum              | Soupeř   | Výsledek                    | Soutěž                 | Místo utkání   |
| ------ | ------------------ | -------- | --------------------------- | ---------------------- | -------------- |
| 685.   | 23. srpna 1976     | Finsko   | 7:2 (2:0, 1:1, 4:0)         | přátelsky              | Plzeň          |
| 686.   | 24. srpna 1976     | Finsko   | 4:1 (2:0, 0:0, 2:1)         | přátelsky              | Plzeň          |
| 687.   | 30. srpna 1976     | Kanada   | 4:7 (2:5, 1:1, 1:1)         | přátelsky              | Montreal       |
| 688.   | 3. září 1976       | SSSR     | 5:3 (2:0, 1:1, 2:2)         | Kanadský pohár 1976    | Montreal       |
| 689.   | 5. září 1976       | Finsko   | 8:0 (1:0, 3:0, 4:0)         | Kanadský pohár 1976    | Toronto        |
| 690.   | 7. září 1976       | USA      | 4:4 (0:0, 4:2, 0:2)         | Kanadský pohár 1976    | Philadelphia   |
| 691.   | 9. září 1976       | Kanada   | 1:0 (0:0, 0:0, 1:0)         | Kanadský pohár 1976    | Montreal       |
| 692.   | 11. září 1976      | Švédsko  | 1:2 (0:0, 1:0, 0:2)         | Kanadský pohár 1976    | Quebec         |
| 693.   | 13. září 1976      | Kanada   | 0:6 (0:4, 0:0, 0:2)         | Kanadský pohár 1976    | Toronto        |
| 694.   | 15. září 1976      | Kanada   | 4:5 (0:2, 1:0, 3:2 – 0:1pp) | Kanadský pohár 1976    | Montreal       |
| 695.   | 12. listopadu 1976 | SSSR     | 5:3 (2:1, 3:1, 0:1)         | přátelsky              | Praha          |
| 696.   | 13. listopadu 1976 | SSSR     | 3:6 (0:2, 1:3, 2:1)         | přátelsky              | Praha          |
| 697.   | 11. prosince 1976  | Švédsko  | 1:3 (1:2, 0:0, 0:1)         | přátelsky              | Praha          |
| 698.   | 12. prosince 1976  | Švédsko  | 7:3 (2:1, 4:1, 1:1)         | přátelsky              | Praha          |
| 699.   | 18. prosince 1976  | Finsko   | 6:1 (2:0, 1:0, 3:1)         | Cena Izvestijí 1976    | Moskva         |
| 700.   | 19. prosince 1976  | Švédsko  | 1:2 (0:0, 0:0, 1:2)         | Cena Izvestijí 1976    | Moskva         |
| 701.   | 21. prosince 1976  | SSSR     | 2:3 (1:1, 1:0, 0:2)         | Cena Izvestijí 1976    | Moskva         |
| 702.   | 4. ledna 1977      | SRN      | 11:2 (4:1, 3:0, 4:1)        | přátelsky              | Teplice        |
| 703.   | 5. ledna 1977      | SRN      | 3:1 (1:1, 2:0, 0:0)         | přátelsky              | Ústí nad Labem |
| 704.   | 16. února 1977     | Finsko   | 2:2 (1:0, 0:2, 1:0)         | přátelsky              | Helsinky       |
| 705.   | 17. února 1977     | Finsko   | 7:1 (2:0, 4:0, 1:1)         | přátelsky              | Oulu           |
| 706.   | 14. dubna 1977     | USA      | 7:1 (3:0, 1:0, 3:1)         | přátelsky              | Praha          |
| 707.   | 16. dubna 1977     | Kanada   | 7:2 (3:1, 0:0, 4:1)         | přátelsky              | Praha          |
| 708.   | 18. dubna 1977     | Kanada   | 4:1 (1:0, 1:1, 2:0)         | přátelsky              | Praha          |
| 709.   | 21. dubna 1977     | Finsko   | 11:3 (7:2, 2:0, 2:1)        | Mistrovství světa 1977 | Vídeň          |
| 710.   | 22. dubna 1977     | SRN      | 9:3 (4:2, 2:1, 3:0)         | Mistrovství světa 1977 | Vídeň          |
| 711.   | 24. dubna 1977     | Rumunsko | 13:1 (5:0, 4:0, 4:1)        | Mistrovství světa 1977 | Vídeň          |
| 712.   | 26. dubna 1977     | Kanada   | 3:3 (0:0, 2:3, 1:0)         | Mistrovství světa 1977 | Vídeň          |
| 713.   | 28. dubna 1977     | SSSR     | 1:6 (1:1, 0:4, 0:1)         | Mistrovství světa 1977 | Vídeň          |
| 714.   | 30. dubna 1977     | Švédsko  | 3:1 (1:1, 0:0, 2:0)         | Mistrovství světa 1977 | Vídeň          |
| 715.   | 2. května 1977     | USA      | 6:3 (1:2, 3:1, 2:0)         | Mistrovství světa 1977 | Vídeň          |
| 716.   | 4. května 1977     | SSSR     | 4:3 (3:0, 1:3, 0:0)         | Mistrovství světa 1977 | Vídeň          |
| 717.   | 6. května 1977     | Švédsko  | 2:1 (0:0, 0:0, 2:1)         | Mistrovství světa 1977 | Vídeň          |
| 718.   | 8. května 1977     | Kanada   | 2:8 (0:2, 2:2, 0:4)         | Mistrovství světa 1977 | Vídeň          |

## Bilance sezóny 1976/77
| Soupeř   | Zápasy | Výhry | Remízy | Prohry | Skóre  |
| -------- | ------ | ----- | ------ | ------ | ------ |
| Finsko   | 7      | 6     | 1      | 0      | 45:10  |
| Kanada   | 8      | 3     | 1      | 4      | 25:32  |
| Rumunsko | 1      | 1     | 0      | 0      | 13:1   |
| SRN      | 3      | 3     | 0      | 0      | 23:6   |
| SSSR     | 6      | 3     | 0      | 3      | 20:24  |
| Švédsko  | 6      | 3     | 0      | 3      | 15:12  |
| USA      | 3      | 2     | 1      | 0      | 17:8   |
| Celkem   | 34     | 21    | 3      | 10     | 158:93 |

## Další zápasy reprezentace
| Datum             | Soupeř         | Výsledek              | Soutěž               | Místo utkání |
| 14. srpna 1976    | LVS Poprad     | 7:0 (2:0, 1:0, 4:0)   | Tatranský pohár 1976 | Poprad       |
| 15. srpna 1976    | Torpedo Gorkij | 14:1 (0:0, 10:0, 5:1) | Tatranský pohár 1976 | Poprad       |
| 16. srpna 1976    | Sparta Praha   | 4:1 (1:0, 2:0, 1:1)   | Tatranský pohár 1976 | Poprad       |
| 17. prosince 1976 | Winnipeg Jets  | 3:2 (2:0, 0:1, 1:1)   | Cena Izvestijí 1976  | Moskva       |

## Přátelské mezistátní zápasy
Československo -  Finsko 7:2 (2:0, 1:1, 4:0)
23. srpna 1976 – Plzeň

Branky a nahrávky Československa: 5. Jiří Holík (Ivan Hlinka), 15. Josef Augusta, 28. Josef Augusta (Milan Nový), 43. Bohuslav Ebermann (Jiří Bubla), 49. Peter Šťastný (Josef Augusta), 50. Bohuslav Ebermann (Ivan Hlinka, Jiří Holík), 52. Jiří Novák (Vladimír Martinec).

Branky Finska: 30. Pertti Koivulahti, 58. Pekka Rautakallio.

Rozhodčí: Christer Carlsson (SWE) – Ivo Filip (TCH), Vladimír Šubrt (TCH)

Vyloučení: 2:7 (využití 4:0)
ČSSR: Jiří Holeček – Oldřich Machač, František Pospíšil, Jiří Bubla, Milan Kajkl, František Kaberle, Vladimír Šandrik, Milan Chalupa, Miroslav Dvořák – František Černík (41. Peter Šťastný), Milan Nový, Josef Augusta – Bohuslav Ebermann, Ivan Hlinka, Jiří Holík – Vladimír Martinec, Jiří Novák, Bohuslav Šťastný.
Finsko: Antti Leppänen - Heikki Riihiranta, Pekka Rautakallio, Timo Nummelin, Timo Saari, Lasse Litma, Jouni Peltonen, Tapio Flinck, Tapio Levo – Esa Peltonen, Veli-Pekka Ketola, Juhani Tamminen - Seppo Repo, Matti Hagman, Vehmanen - Harri Linnonmaa, Pertti Koivulahti, Lasse Oksanen - Matti Rautiainen, Tapio Koskinen, Jouni Rinne.
 Československo -  Finsko 	4:1 (2:0, 0:0, 2:1)
24. srpna 1976 – Plzeň	

Branky a nahrávky Československa: 6. Ivan Hlinka (Jiří Bubla), 10. Peter Šťastný (Marián Šťastný), 58. Ivan Hlinka (Jiří Holík), 59. František Černík.

Branky a nahrávky Finska: 51. Hannu Kapanen.

Rozhodčí:  Christer Carlsson (SWE) – Ivo Filip (TCH), Vladimír Šubrt (TCH)

Vyloučení: 1:4 (využití 0:0)
ČSSR: Vladimír Dzurilla – Oldřich Machač, František Pospíšil, Jiří Bubla, Milan Kajkl, Milan Chalupa, Miroslav Dvořák - František Černík, Milan Nový, Josef Augusta – Bohuslav Ebermann, Ivan Hlinka, Jiří Holík – Marián Šťastný, Peter Šťastný, Jaroslav Pouzar - (41. Pavel Richter).
Finsko: Marcus Mattsson – Tapio Flinck, Tapio Levo, Pekka Rautakallio, Heikki Riihiranta, Timo Nummelin, Timo Saari, Lasse Litma, Jouni Peltonen – Jouni Rinne, Tapio Koskinen, Matti Rautiainen – Juhani Tamminen, Veli-Pekka Ketola, Esa Peltonen – Hannu Kapanen, Matti Hagman, Seppo Repo – Lasse Oksanen, Pertti Koivulahti, Harri Linnonmaa.
 Československo -  Kanada 	4:7 (2:5, 1:1, 1:1)
30. srpna 1976 – Montreal

Branky a nahrávky Československa: 1:55 Ivan Hlinka (Jiří Holík), 5:41 Bohuslav Šťastný (Vladimír Martinec, Jiří Novák), 3:6 34:08 Vladimír Martinec (František Pospíšil), 4:6 42:33 Peter Šťastný (Marián Šťastný).

Branky a nahrávky Kanady: 3:04 Guy Lafleur (Shutt, Denis Potvin), 7:31 Rick Martin (Guy Lafleur), 10:36 Bill Barber (Bobby Clarke, Reggie Leach), 14:35 Bobby Hull (Phil Esposito, Serge Savard), 19:01 Guy Lafleur (Phil Esposito, Bobby Hull), 24:52 Phil Esposito (Bobby Hull, Guy Lapointe), 4:7 43:02 Jimmy Watson (Phil Esposito, Bobby Hull).

Rozhodčí: Gord Lee (USA), na čarách se vystřídalo více dvojic.

Vyloučení: 3:4 (využití 3:0)
ČSSR: Jiří Holeček (15. Vladimír Dzurilla) – Oldřich Machač, František Pospíšil, Jiří Bubla, Milan Kajkl, Milan Chalupa, Miroslav Dvořák, František Kaberle – František Černík, Milan Nový, Josef Augusta (hrála v I. a III. třetině) – Bohuslav Ebermann (41. Vladimír Martinec), Ivan Hlinka, Jiří Holík – Vladimír Martinec, Jiří Novák, Bohuslav Šťastný (Novák a Bohumil Šťastný nehráli ve III. třetině) - Marián Šťastný, Peter Šťastný, Jaroslav Pouzar (hrála ve II. a III. třetině). 
Kanada: Glenn Resch (41. Rogatien Vachon) – Denis Potvin, Carol Vadnais, Serge Savard, Jimmy Watson, Larry Robinson, Guy Lapointe – Bobby Hull, Phil Esposito, Guy Lafleur, Reggie Leach, Bobby Clarke, Bill Barber, Darryl Sittler, Pete Mahovlich, Steve Shutt, Gilbert Perreault, Richard Martin, Marcel Dionne,
 Československo -  SSSR 	5:3 (2:1, 3:1, 0:1)
12. listopadu 1976 – Praha

Branky a nahrávky Československa: 11:27 Jaroslav Pouzar (Marián Šťastný), 14:00 Jiří Novák (Vladimír Martinec), 25:31 Marián Šťastný, 37:10 Marián Šťastný (Milan Kajkl), 37:43 Jiří Novák (Vladimír Martinec).

Branky a nahrávky SSSR: 12:51 Vjačeslav Anisin (Vladimir Petrov), 36:20 Vladimir Petrov (Boris Michajlov), 57:57 Viktor Šalimov (Sergej Kapustin).

Rozhodčí: Ulf Lindgren (SWE) - Harry Westreicher (AUT), Walter Wieser (AUT)

Vyloučení: 4:6 (využití 1:0)
ČSSR: Jiří Holeček – Oldřich Machač, František Pospíšil, Milan Chalupa, František Kaberle, Jiří Bubla, Milan Kajkl – František Černík, Milan Nový, Josef Augusta – Vladimír Martinec, Jiří Novák, Bohuslav Šťastný – Marián Šťastný, Peter Šťastný, Jaroslav Pouzar.
SSSR: Vladislav Treťjak – Vladimir Lutčenko, Alexandr Gusev, Gennadij Cygankov, Jurij Ljapkin, Valerij Vasiljev, Zinetula Biljaletdinov, Vladimir Krikunov – Boris Michajlov, Vladimir Petrov, Vjačeslav Anisin – Viktor Šalimov, Vladimir Šadrin, Alexandr Jakušev – Alexandr Malcev, Pjotr Prirodin, Alexandr Golikov – Vladimir Repněv, Sergej Kapustin.
 Československo -  SSSR 	3:6 (0:2, 1:3, 2:1)
13. listopadu 1976 – Praha

Branky a nahrávky Československa: 36:29 Oldřich Machač, 52:41 Jiří Bubla (Milan Chalupa), 57:18 Jiří Bubla (Bohuslav Šťastný).

Branky a nahrávky SSSR: 16:49 Boris Michajlov (Vjačeslav Anisin), 18:12 Helmuts Balderis (Vladimir Repněv), 27:11 Sergej Kapustin (Helmuts Balderis), 30:38 Vladimir Repněv, 31:42 Vladimir Petrov (Boris Michajlov), 57:33 Boris Michajlov (Vladimir Petrov).

Rozhodčí: Ulf Lindgren (SWE) - Harry Westreicher (AUT), Walter Wieser (AUT)

Vyloučení: 6:13 (využití 1:0, v oslabení 0:1) z toho Milan Chalupa, Viktor Žluktov a Gennadij Cygankov na 5 min. a Vladimir Petrov na 10 min.
ČSSR: Jiří Crha (32. Jiří Holeček) – Oldřich Machač, František Pospíšil, Jiří Bubla, Vladimír Šandrik, Milan Chalupa, František Kaberle – Bohuslav Ebermann, Milan Nový, Jiří Holík – Marián Šťastný, Peter Šťastný, Jaroslav Pouzar – František Černík, Libor Havlíček, Josef Augusta – Vladimír Martinec, Jiří Novák, Bohuslav Šťastný.
SSSR: Vladislav Treťjak – Gennadij Cygankov, Jurij Ljapkin, Sergej Babinov, Vladimir Krikunov, Valerij Vasiljev, Vladimir Lutčenko – Boris Michajlov, Vladimir Petrov, Vjačeslav Anisin – Helmuts Balderis, Vladimir Repněv, Sergej Kapustin – Vladimir Vikulov, Viktor Žluktov, Boris Alexandrov
 Československo -  Švédsko	1:3 (1:2, 0:0, 0:1)
11. prosince 1976 – Praha

Branky a nahrávky Československa: 2. Bohuslav Šťastný (Jiří Novák, Vladimír Martinec).

Branky Švédska: 3. Lars Lindgren, 8. Lars Gunnar Lundberg, 53. Per-Olov Brasar.

Rozhodčí: Andrej Zacharov (URS) – Martin Erhard (GER), Mathis (SUI)

Vyloučení: 2:4 (využití 0:0)
ČSSR: Jiří Holeček – Jiří Bubla, Milan Kajkl, Oldřich Machač, Rudolf Tajcnár, Milan Chalupa, Miroslav Dvořák – Bohuslav Ebermann, Ivan Hlinka, Vladimír Veith – Vladimír Martinec, Jiří Novák, Bohuslav Šťastný – František Černík, Libor Havlíček, Josef Augusta – Vincent Lukáč
Švédsko: Hardy Åström – Lars-Erik Esbjörs, Ulf Weinstock, Stefan Persson, Jan-Erik Silfverberg, Lars Lindgren, Lars Zetterström – Mats Åhlberg, Per-Olov Brasar, Lars-Erik Ericsson – Martin Karlsson, Stefan Canderyd, Lars Gunnar Lundberg – Nils-Olov Olsson, Rolf Edberg, Bengt Lundholm – Kent-Erik Andersson, O. Karlsson, Kent Nilsson.
 Československo -  Švédsko	7:3 (2:1, 4:1, 1:1)
12. prosince 1976 – Praha

Branky Československa: 7. Ivan Hlinka, 15. Vladimír Martinec, 28. Miroslav Dvořák, 32. Libor Havlíček, 37. František Černík, 38. Bohuslav Ebermann, 53. Ivan Hlinka.

Branky Švédska: 6. Martin Karlsson, 30. Martin Karlsson, 55. Lars-Erik Ericsson.

Rozhodčí: Andrej Zacharov (URS) – Martin Erhard (FRG), Mathis (SUI)

Vyloučení: 6:8 (využití 2:0)
ČSSR: Jiří Králík – Jiří Bubla, Milan Kajkl, Milan Chalupa, Miroslav Dvořák, Jan Zajíček, Rudolf Tajcnár – Vincent Lukáč, Ivan Hlinka, Vladimír Veith – Vladimír Martinec, Jiří Novák, Bohuslav Šťastný – Karel Holý, Pavel Richter, Bohuslav Ebermann – František Černík, Libor Havlíček, Josef Augusta.
Švédsko: Göran Högosta – Lars-Erik Esbjörs, Ulf Weinstock, Stefan Persson, Jan-Erik Silfverberg, Lars Lindgren, Jan Asplund, Lars Zetterström – Mats Åhlberg, Per-Olov Brasar, Lars-Erik Ericsson – Martin Karlsson, Stefan Canderyd, Lars Gunnar Lundberg – Nils-Olov Olsson, Rolf Edberg, Bengt Lundholm – Kent-Erik Andersson, Kent Nilsson, Anders Kallur.
 Československo -  SRN 	11:2 (4:1, 3:0, 4:1)
4. ledna 1977 – Teplice	

Branky Československa: 9. Peter Šťastný, 10. Vincent Lukáč, 15. Rudolf Tajcnár, 20. Milan Nový, 27. Milan Nový, 30. Bohuslav Ebermann, 40. Milan Nový, 43. Marián Šťastný, 54. Jiří Holík, 57. Marián Šťastný, 60. Marián Šťastný.

Branky SRN: 16. Martin Hinterstocker, 59. Franz Reindl.

Rozhodčí: Alexander Zagorski (POL) – Ivan Koval (TCH), František Němec (TCH)

Vyloučení: 0:1 (využití 0:0)
ČSSR: Miroslav Krása – František Kaberle, František Pospíšil, Jiří Bubla, Vladimír Šandrik, Jan Neliba, Rudolf Tajcnár – Vincent Lukáč, Milan Nový, Jiří Holík – Bohuslav Ebermann, Ivan Hlinka, Miloš Tarant - Marián Šťastný, Peter Šťastný, Jaroslav Pouzar
Německo: Anton Kehle – Josef Völk, Ignaz Berndaner, Werner Klatt, Klaus Auhuber - Martin Hinterstocker, Lorenz Funk, Reiner Phillipp – Franz Reindl, Vladimir Vacatko, Hermann Hinterstocker – Adelmaier, Hans Zach, Kaj Nilsson.
 Československo -  SRN 	3:1 (1:1, 2:0, 0:0)
5. ledna 1977 – Ústí nad Labem

Branky Československa: 1:1 16. Peter Šťastný, 23. Jiří Bubla, 35. Rudolf Tajcnár.

Branky a nahrávky SRN: 0:1 16. Franz Reindl (Josef Wünsch).

Rozhodčí: Alexander Zagorski (POL) – Ivan Koval (TCH), František Němec (TCH)

Vyloučení: 3:7 (využití 1:0)
ČSSR: Jiří Crha (21. Miroslav Krása) – František Kaberle, František Pospíšil, Jiří Bubla, Vladimír Šandrik, Jan Neliba Rudolf Tajcnár – Vladimír Martinec, Jiří Novák, Bohuslav Šťastný - Vincent Lukáč, Ivan Hlinka, Bohuslav Ebermann - Marián Šťastný, Peter Šťastný, Jaroslav Pouzar – Jiří Holík, Milan Nový
Německo: Erich Weishaupt – Ignaz Berndaner, Werner Klatt, Klaus Auhuber, Peter Scharf – Martin Hinterstocker, Lorenz Funk, Reiner Phillipp – Franz Reindl, Josef Wünsch (hokejista)|Josef Wünsch, Hermann Hinterstocker – Adelmaier, Hans Zach, Kaj Nilsson – Marcus Kuhl.
 Československo -  Finsko 	2:2 (1:0, 0:2, 1:0)
16. února 1977 – Helsinky

Branky a nahrávky Československa: 4. Vincent Lukáč (Bohuslav Ebermann), 60. Milan Nový (Jiří Bubla).

Branky a nahrávky Finska: 26. Jukka Alkula (Martti Jarkko), 29. Seppo Ahokainen (Hannu Haapalainen).

Rozhodčí: Fransson (SWE) - Wigh (SWE), Nilsson (SWE)

Vyloučení: 2:0 (využití 0:0)
ČSSR: Jiří Holeček – Oldřich Machač, František Pospíšil, Jiří Bubla, Milan Kajkl, František Kaberle, Miroslav Dvořák – Vincent Lukáč, Milan Nový, Bohuslav Ebermann – Vladimír Martinec, Jiří Novák, Bohuslav Šťastný – Marián Šťastný, Peter Šťastný, Jaroslav Pouzar – Ivan Hlinka, Pavel Richter
Finsko: Urpo Ylönen – Seppo Lindström, Seppo Suoraniemi, Risto Siltanen, Hannu Haapalainen, Antero Lehtonen, Timo Saari, Timo Nummelin, Tapio Levo – Jukka Porvari, Pertti Koivulahti, Esa Peltonen – Jukka Alkula, Martti Jarkko, Seppo Ahokainen – Lalli Partinen, Veli-Matti Ruisma, Kari Makkonen – Auvo Väänänen, Timo Sutinen, Matti Rautiainen.
 Československo -  Finsko 	7:1 (2:0, 4:0, 1:1)
17. února 1977 – Oulu	

Branky a nahrávky Československa: 9. Pavel Richter, 17. Peter Šťastný (Jaroslav Pouzar), 23. Pavel Richter (Ivan Hlinka), 27. Vladimír Martinec, 29. Peter Šťastný, 34. Jiří Bubla (Ivan Hlinka), 47. Jaroslav Pouzar (Jan Zajíček).

Branky a nahrávky Finska: 45. Antero Lehtonen (Martti Jarkko).

Rozhodčí: Fransson (SWE) - Wigh (SWE), Nilsson (SWE)

Vyloučení: 2:2 (využití 0:0)
ČSSR: Jiří Crha – Oldřich Machač (František Kaberle), František Pospíšil, Jiří Bubla, Milan Kajkl, Jan Zajíček, Miroslav Dvořák – Vincent Lukáč (41. Pavel Richter), Milan Nový, Bohuslav Ebermann – Vladimír Martinec, Ivan Hlinka, Pavel Richter (41. Jiří Novák) - Marián Šťastný, Peter Šťastný, Jaroslav Pouzar
Finsko: Antti Leppänen (41. Urpo Ylönen) – Seppo Suoraniemi, Hannu Haapalainen, Tapio Flinck, Timo Nummelin, Timo Saari, Tapio Levo – Antero Lehtonen, Jukka Porvari, Pertti Koivulahti - Jukka Alkula, Martti Jarkko, Risto Siltanen - Tommi Salmelainen, Veli-Matti Ruisma, Kari Makkonen - Auvo Väänänen, Timo Sutinen, Matti Rautiainen.
 Československo -  USA  7:1 (3:0, 1:0, 3:1)
14. dubna 1977 – Praha

Branky Československa: 15. Ivan Hlinka, 8. Oldřich Machač, 15. Jaroslav Pouzar, 29. Jiří Holík, 46. Marián Šťastný, 53. František Kaberle, 55. Ivan Hlinka,

Branky USA: 56. Warren Williams.

Rozhodčí: Marcel Vaillancourt (CAN) – Ivan Koval (TCH), František Němec (TCH)

Vyloučení: 3:6 (využití 3:0)
ČSSR: Jiří Holeček – Oldřich Machač, František Pospíšil, Jiří Bubla, Milan Kajkl, Miroslav Dvořák Milan Chalupa, František Kaberle, – Eduard Novák, Milan Nový, Bohuslav Ebermann - Vincent Lukáč, Ivan Hlinka, Jiří Holík – Marián Šťastný, Peter Šťastný, Jaroslav Pouzar – Vladimír Martinec, Jiří Novák, Bohuslav Šťastný.
USA: Mike Curran (29. Dave Reece) – James McElmury, Robert Paradise, Joseph Micheletti, Walter Olds, Robert Miller – Robert Krieger, Thomas Younghans, Steve Jensen – Thomas Rowe, David Debol, David Hynes – Mark Heaslip, Bobby Sheehan, Warren Williams – Buzz Schneider, Thomas Vannelli, Warren Miller.
 Československo -  Kanada 	7:2 (3:1, 0:0, 4:1)
16. dubna 1977 – Praha

Branky Československa: 8. Marián Šťastný, 2. Jaroslav Pouzar, 15. Marián Šťastný, 43. Jiří Novák, 46. Bohuslav Ebermann, 47. Milan Chalupa, 60. Jiří Bubla.

Branky Kanady: 12. Eric Vail, 43. Pierre Larouche.

Rozhodčí: Jim Neagels (USA) – Luděk Exner (TCH), Karel Sládeček (TCH)

Vyloučení: 8:10 (využití 1:0) navíc Jiří Holík na 10 min.
ČSSR: Vladimír Dzurilla – Oldřich Machač, František Pospíšil, František Kaberle, Miroslav Dvořák, Jiří Bubla, Milan Chalupa, Milan Kajkl – Eduard Novák, Milan Nový, Bohuslav Ebermann - Marián Šťastný, Peter Šťastný, Jaroslav Pouzar – Vladimír Martinec, Jiří Novák, Bohuslav Šťastný – Vincent Lukáč, Ivan Hlinka, Jiří Holík
Kanada: Tony Esposito (31. Jim Rutherford) – Carol Vadnais, Dallas Smith, Rick Hampton, Phil Russell, Dennis Kearns, Greg Smith – Jean Pronovost, Phil Esposito, Ralph Klassen – Wilf Paiement, Pierre Larouche, Eric Vail – Glen Sharplay, Guy Charron, Alan MacAdam – Mark Napier, Walt McKechnie, Don Lever.
 Československo -  Kanada 	4:1 (1:0, 1:1, 2:0)
18. dubna 1977 – Praha

Branky a nahrávky Československa: 15. Vincent Lukáč (Ivan Hlinka), 28. Vincent Lukáč (Ivan Hlinka), 42. Jiří Holík (Oldřich Machač), 57. Ivan Hlinka.

Branky a nahrávky Kanady: 29. Dennis Ververgaert.

Rozhodčí: Jim Neagels (USA) – Luděk Exner (TCH), Karel Sládeček (TCH)

Vyloučení: 14:18 (využití 2:0, v oslabení 1:0) navíc Dave Maloney do konce zápasu.
ČSSR: Vladimír Dzurilla – Oldřich Machač, František Pospíšil, Jiří Bubla, Milan Kajkl, Miroslav Dvořák, František Kaberle, Jan Neliba – Eduard Novák, Milan Nový, Bohuslav Ebermann – Vincent Lukáč, Ivan Hlinka, Jiří Holík - Marián Šťastný, Peter Šťastný, Jaroslav Pouzar – Karel Holý.
Kanada: Gilles Meloche (21. John Davidson, 41. John Garrett) – Dennis Kearns, Greg Smith, Carol Vadnais, Dave Maloney, Ron Greschner, Dallas Smith, Rick Hampton, Phil Russell – Dennis Ververgaert, Wayne Merrick, Don Lever – Ron Ellis, Phil Esposito, Ralph Klassen – Rod Gilbert, Walt McKechnie, Guy Charron – Don Murdoch, Dennis Maruk, Alan MacAdam.